# Часопис Хаслер против Фолвела
Часопис Хаслер против Фолвела (енгл. Hustler Magazine, Inc. v. Falwell, 485 U.S. 46 (1988)) је назив процеса пред Врховним судом САД, у којем је Суд донео једногласну пресуду да одредбе о слободи говора у првом амандману Устава САД забрањују додељивање одштета јавним личностима као компензацију за нанесену душевну бол.
Пародија коју је објавио часопис Хаслер није била противзаконита, јер по мишљењу Суда, нико разуман не би поверовао да садржи истините тврдње. Суд је поништио одштету у износу од 150.000 долара која је раније додељена Џерију Фолвелу.

## Позадина
Иако је часопис Хаслер одувек био познат по експлицитним сликама обнажених жена и по ономе што многи сматрају сировим хумором, истакнути протестантски фундаменталистички свештеник Џери Фолвел жалио се на пародију која је штампана 1983. где „он“ у лажном интервјуу говори како је имао инцестуозни сусрет са мајком у споредној згради.
У питању је била алузија на рекламну кампању за италијански аперитив Кампари. Праве рекламе садржавале су интрвјуе са познатим личностима о „њиховом првом искуству“. Рекламе су имале двосмислен наслов („Икс говори о свом првом искуству“), те се на први поглед чинило да је тема разговора прво сексуално искуство, иако су познате личности заправо говориле о својим искуствима када су први пут пробале „Кампари“.
Хаслерова пародија је садржавала Фолвелову слику и измишљени „интервју“ у којем „Фолвел“ описује своје прво сексуално искуство, које се одиграло „са мамом“ у помоћној згради, и како су после тога редовно имали однос. Коначно, на питање да ли је пробао Кампари, „Фолвел“ одговара: „Увек се напијем пре него што изађем на проповедаоницу, не мислите ваљда да бих могао да издржим све то срање трезан“. На крају „интервјуа“, малим словима на дну странице, читаоци су обавештени да се ради о пародији и да текст не треба схватити озбиљно. 
Фолвел је тужио Ларија Флинта, часопис Хаслер и Флинтову дистрибутерску кућу, пред Окружним судом САД за западни округ Вирџиније, и то за клевету, нарушавање приватности, и намерно наношење емоционалног бола. Пре суђења, суд је одбацио тужбу у делу који се односи на нарушавање приватности, а о преосталим тачкама тужбе се одлучивало на суђењу. Порота је гласала у корист Флинта у делу тужбе који се односи на клевету, али је одлучила у корист Фолвела у делу који се односи на намерно наношење емоционалног бола. Фолвелу је додељена одштета од 150.000 долара.
Флинт се жалио апелационом суду, који је одбио жалбу и потврдио ранију пресуду. Флинт је у жалби тврдио да се стандард „стварне злобе“ из предмета Њујорк тајмс против Саливена примењивао само на намерно изазивање душевног бола, када се ради о јавним личностима. Након што је апелациони суд одбио захтев да поново размотри случај у пуном саставу, Врховни суд САД је прихватио захтев за ревизију.

## Пресуда
Врховни суд је у својој пресуди преиначио ранију пресуду апелационог суда. У мишљењу које је написао председник Вилијам Ренквист, наводи се значај слободног протока мишљења и идеја и њиховог несанкционисања.
У срцу Првог амандмана је признање фундаменталног значаја који има слободан проток идеја и мишљења о питањима од јавног интереса и значаја.[...] Стога смо били посебно опрезни како би осигурали да поједини изрази идеја остану слободни од државних санкција. Први амандман не познаје постојање „лажних“ идеја.[...] Снажна политичка дебата, коју охрабрује Први амандман, треба да произведе говор који је критичан према онима који обављају јавне функције или према јавним личностима које су тесно укључене у решавање важних државних питања, или које због своје славе, обликују догађаје у областима од интереса за друштво у целини.— 
У мишљењу се даље констатује да није сваки говор који се тиче јавних личности ослобођен од санкција, и цитира се ранија пресуда у предмету Њујорк тајмс против Саливена према којој јавне личности могу тужити аутора за клевету уколико је знао да је информација коју објављује нетачна, или уколико је показао посебну незаинтересованост да ли је информација тачна или нетачна. Констатује се да су лажне изјаве посебно безвредне и могу да изазову штету по репутацију појединца која не може бити лако поправљена. Међутим, такође се наводи да су лажне изјаве неизбежне у слободној дебати.
Главни Фолвелов аргумент је, међутим, био да се у овом случају ради о намерном изазивању тешке душевне боли а не о нарушавању репутације, те да се у том случају треба применити другачији стандард. Суд је, одговарајући на овај аргумент, приметио да чак и ако је говорник или писац мотивисан злом намером, његово изражавање је опет заштићено Првим амандманом. Уколико би било другачије, примећује Суд, политички карикатуристи и сатиристи би се често суочавали са захтевима за одштету као резултат њихових карикатура јавних личности. Одговарајући на Фолвелов аргумент да је карикатура у питању толико „нечувена“, и да се разликује од традиционалних политичких карикатура, Суд наводи да је „нечувеност“ нужно субјективна категорија и да зависи од појединачних укуса и погледа. Суд затим цитира део из раније пресуде:
Сама чињеница да друштво сматра неки говор увредљивим није довољан разлог за његово сузбијање. У ствари, уколико је говорниково мишљење то које вређа, онда је то разлог да му се обезбеди уставна заштита. Централно начело Првог амандмана је да држава мора да остане неутрална на тржишту идеја.— 
Суд се на крају сложио са мишљењем пороте и апелационог суда да у садржај пародије у Хаслеру нико разуман не би поверовао, због чега је порота и одбацила тужбу за клевету. Међутим, Суд због свега раније наведеног сматра да нема основа ни за додељивање одштете по основу намерног изазивања емоционалне и душевне боли, због чега је одштета која је раније додељена Фолвелу поништена.